# 龙归水
龙归水，位于中华人民共和国广东省北部，是南水右岸支流，发源于乳源瑶族自治县南部的乐谷坳（海拔1176米），向东北流经韶关市武江区的江湾镇，于龙归镇汇入南水。河长49千米，平均比降5.95‰，流域面积524平方千米。流域生态环境优越，生物资源丰富。